# Sistema de marcado en los campos de concentración nazis

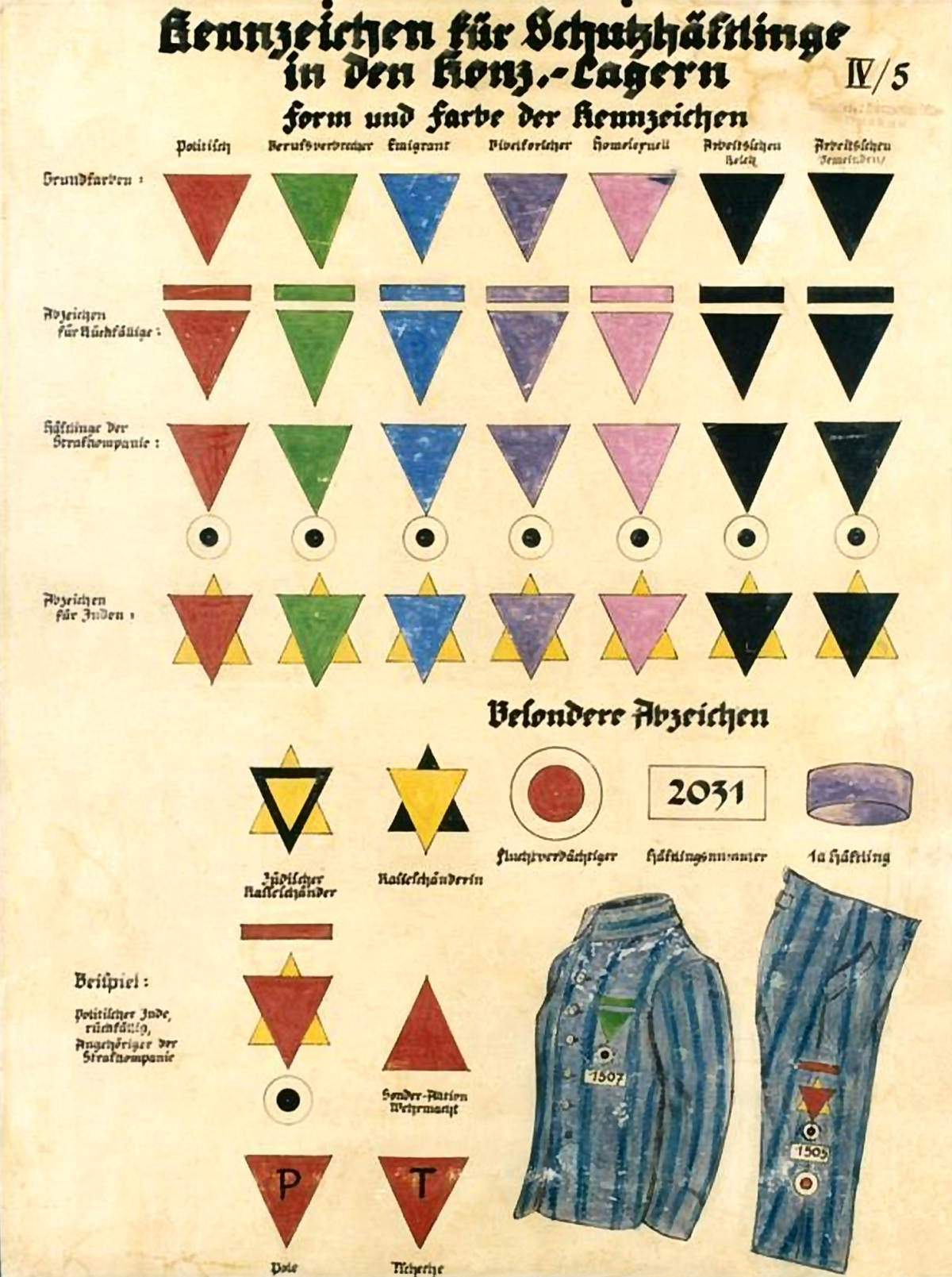
Códigos de marcado empleados por los nazis.

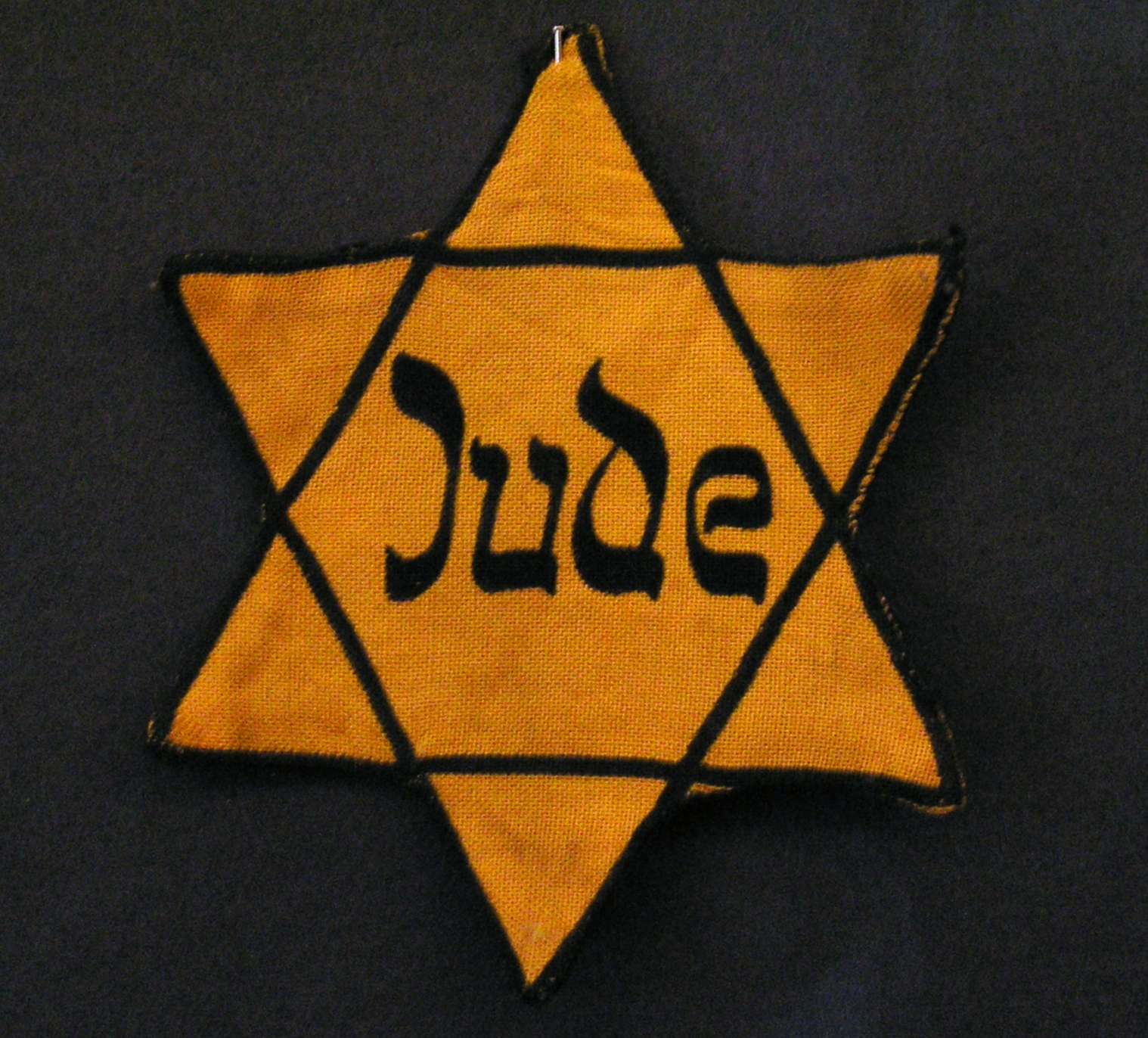
Insignia amarilla.

Los campos de concentración nazis poseían un sistema de marcaje de prisioneros basado principalmente en triángulos invertidos. Los triángulos estaban hechos de tela y se cosían sobre las chaquetas y camisas de los prisioneros. Estas marcas eran obligatorias y tenían significados concretos que servían para distinguir las razones por las que el prisionero había sido ingresado en el campo.

## Codificación

Orden en el que se ponían las distintas marcas.

La forma fue elegida por analogía con las señales de tráfico alemanas indicando peligros para los conductores. El invertido es porque la punta del triángulo señala hacia abajo y no hacia arriba como es habitual.
La base del código de marcado eran los colores. Así, diferentes colores denotaban diferentes delitos o razones:
- Amarillo  ▼  para judíos.
- Rojo  ▼  para prisioneros políticos.
- Verde  ▼  para criminales comunes.
- Azul  ▼  para extranjeros.[2]
- Púrpura  ▼  para testigos de Jehová y Estudiantes libres de la Biblia.
- Rosa  ▼  para hombres homosexuales y similares.[3]
- Negro  ▼ Gemeinschaftsfremde ("ajeno a la comunidad") y Arbeitsscheu ("vago, que no le gusta o no puede trabajar"). Esto incluía a gitanos, personas con discapacidades físicas e intelectuales, personas con trastornos mentales, sin techo, mendigos, vagabundos, algunas lesbianas (aunque parecía existir una llamativa permisividad con ellas),[4][5][6] prostitutas,[7][8] jóvenes inadaptados (jóvenes del swing), algunos anarquistas, alcohólicos y adictos a drogas.[9][10][11][12]
- Marrón  ▼  posteriormente utilizado para los gitanos.[13]

Estos triángulos se superponían a un triángulo amarillo ▲  para denotar a los prisioneros que además de otros delitos eran judíos. En el caso de los judíos, esto se traducía en una estrella de David (el símbolo judío) o de seis puntas (Hexagrama) amarilla . Esto podía ocurrir incluso en el caso de presos que habían sido internados originalmente por cualquier otro motivo, ya que según las leyes de Núremberg eran judíos todos aquellos que tuvieran ascendencia judía.
Además del código de colores, algunos grupos tenían que poner una letra en el centro del triángulo para denotar el país de origen:
- B para belgas (Belgier).
- F para franceses (Franzosen).
- I para italianos (Italiener).
- J para yugoslavos (Jugoslawen).
- N para noruegos (Norweger).
- P para polacos (Polen).
- S para españoles (Sicherheitsverwahrter —prisionero en detención preventiva— o Republikanische Spanier —republicano español— En Dachau, los republicanos españoles tenían las letras SP en su triángulo rojo).
- T para checos (Tschechen).
- U para húngaros (Ungarn).
- N para neerlandeses (Niederländer)

Otras marcas eran:
- Número de interno.
- Una barra sobre el triángulo, del mismo color que este, indicaba reincidencia.
- Un círculo negro ◉ debajo del triángulo indicaba que el prisionero pertenecía a los batallones de castigo.
- Un símbolo parecido al anterior pero con núcleo rojo  se empleaba para los prisioneros de los que se sospechaba intento de fuga.
- Un triángulo rojo  ▲  indicaba la pertenencia a las fuerzas armadas.
- Un brazalete marrón marcaba a los prisioneros especiales.
- Las mujeres acusadas de «relaciones interraciales» (Rassenschänderin o Judenhure) eran marcadas con un triángulo invertido amarillo (▼) sobre otro negro (▲).
- Los hombres acusados de «relaciones interraciales» (Rassenschänder) eran marcados con un reborde triangular invertido negro (∇) sobre un triángulo amarillo (▲).

Había muchas combinaciones posibles. Un prisionero tenía habitualmente por lo menos dos marcas, que podían llegar a más de seis.

## Jerarquías en los campos de concentración

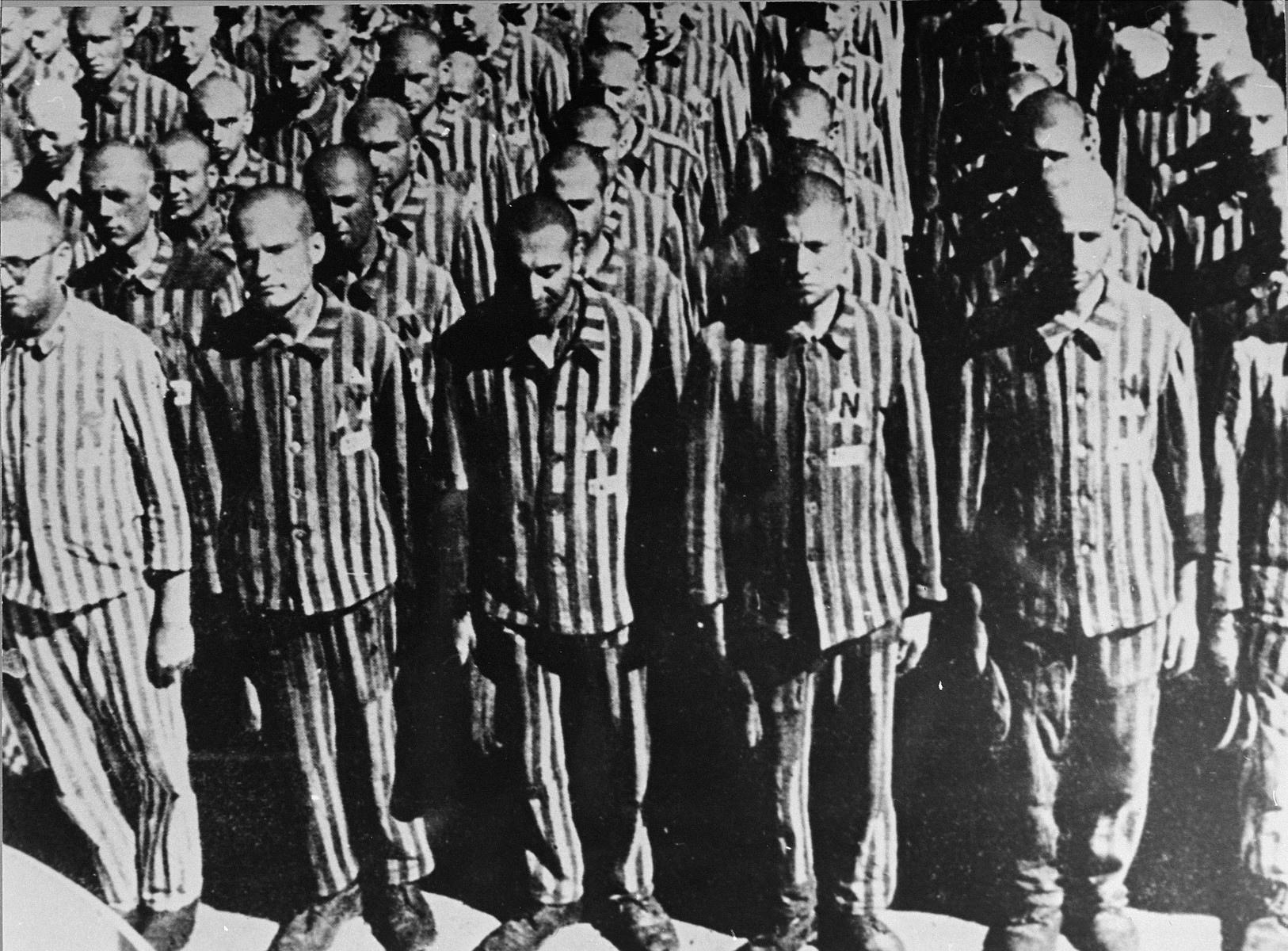
Judíos neerlandeses marcados con la estrella amarilla y una «N» (Niederländer) en el campo de concentración de Buchenwald.

Las marcas clasificaban a los portadores en una categoría, que llevó a una auténtica jerarquía dentro de los campos. Los diferentes grupos tenían una consideración muy distinta entre los vigilantes y prisioneros.
- Violeta — prisioneros por religión: la dirección de los campos los apreciaba como sirvientes sobre todo a los Testigos de Jehová por su buena conducta. Aun así, muchos murieron por el frío, las enfermedades, el hambre o las propias ejecuciones.[15]
- Rojo — prisioneros políticos: los prisioneros políticos eran especialmente respetados por los demás internos.[16]
- Verde — criminales comunes: en tercer lugar se encontraban los delincuentes comunes, que eran empleados a menudo por los vigilantes como «Kapos». Algunos se hicieron tristemente famosos.[16]
- Dos triángulos amarillos, es decir, una estrella de David amarilla () — judíos: los judíos pertenecían a los prisioneros despreciados y a menudo sufrían a manos de los demás reclusos.
- Negro — «asociales»: los asociales se encontraban todavía en un escalón más bajo y eran especialmente despreciados.
- Rosa — homosexual: este era el escalón más bajo de la jerarquía de los campos de concentración y era despreciado y maltratado por todos los demás prisioneros.[17][18]

A través de este sistema de castas se facilitaba el control de los prisioneros por los vigilantes, ya que incluso podían dificultar la vida en el campo cambiando la marca del prisionero. Especialmente en las tres categorías más bajas —judíos, «asociales» y homosexuales— hay intentos documentados de prisioneros de conseguir otro triángulo.
Esta jerarquía y categorización era utilizada como sistema de control para evitar la formación de una gran comunidad entre los prisioneros.
Tras la II Guerra Mundial, el trato de las dos últimas «castas», homosexuales y asociales, fue muchas veces igual de vejatorio. La Landfahrerzentrale en Baviera fue una continuación directa de la SS-Zigeunerzentrale (central de las SS para los gitanos), y hubo homosexuales que pasaron directamente de los campos de concentración a la cárcel.